# ゲーマー
ゲーマー（英: Gamer）とは、コンピュータゲームやボードゲームにおけるプレイヤーの総称。

## 概要
「ゲーマー」が「ユーザー」に置き換えられて言われることがある。リチャード・バートルも提唱した。

## 歴史

### アナログゲームにおけるゲーマーという用語の広まり
ゲーマーという用語は古くは15世紀イギリスの中英語に遡れ、当時の意味はギャンブラーだったとされる。しかしながら今に続くのは、1950年代のアメリカでウォー・シミュレーションゲーム（ウォーゲーム）が人気となってそのプレイヤーがウォーゲーマーと呼ばれるようになり、その後それが省略されて単にゲーマーと呼ばれるようになったことにある。日本では1970年代に『月刊ホビージャパン』などがウォーゲームを紹介するようになり、それに併せてゲーマーという用語も広まっていった。
その後、ゲーマーという用語はSFファンダムにも広まっていった。1975年にはSFウォーゲームの制作会社Metagaming Conceptsがゲーマーを冠するSFゲーム誌The Space Gamerを創刊し、日本ではその雑誌が1984年の『SFマガジン』に紹介された。
また1981年頃、ゲーマーを冠する団体「日本ゲーマーズ協会ファーストディヴィジョン」が設立され、1980年代中頃にはその名義でゲームマガジン「FIRST DIVISION」を創刊した。1986年には日本電気によりパソコン通信サービスPC-VANが開始され、PC-VAN の SIG (Speccial Interest Group) に「ゲーマーズクラブ」が登場し、このゲーマーズクラブではアナログゲーム、パソコンゲームの両方についてを扱っていた。

### コンピューターゲームにおけるゲーマー

#### スペースインベーダーブームにおけるゲーマー（1970年代末）
アメリカでは1977年、日本では1978年7月に宇宙戦争がテーマの映画『スター・ウォーズ』が公開されて人気となり、1978年8月にはアーケードゲームでも宇宙人物の『スペースインベーダー』が登場して人気となった。スペースインベーダーの人気によって1979年にはそのプレイヤー（ゲーマー）を題材とした漫画『ゲームセンターあらし』が登場し、1982年にアニメ化されてどちらも人気となった。しかしながらまだゲーマーという用語は一般化して居らず、作中ではスペースインベーダーのプロを「プロのインベーダーボーイ」と呼んでおり、また1979年1月にリリースされたマキ上田のレコード「インベーダーWALK」でも歌い出しは「私の彼はインベーダーボーイ」となっていた。なお、この頃はコンピュータゲームを含むコンピュータの仕組みはプログラマを除いて一般的に理解されておらず、『ゲームセンターあらし』ではそれを逆手に取った荒唐無稽な技で読者を楽しませたものの、早くも「風営法」や「ゲームセンターで遊ぶマナー」に言及していた。
アメリカではゲームセンターのビデオゲームに熱中する大人も出たほか、1977年にアタリVCS（Atari 2600）が発売され、大流行した。

#### ファミコンブームにおけるゲーマー（1980年代）
アメリカでは1982年にアタリショックが発生したものの、日本では1983年にファミリーコンピュータが発売されブームとなった。ゲームソフトメーカーの社員、出版社が発行する攻略本などのゲームライター、デバッグが好きなタレント、青少年の自称ゲーマーなどが見られた。高橋名人や毛利名人と呼ばれるファミコン名人が登場した。
漫画では例えば『HOBBY's JUMP』連載のギャグ漫画『われらホビーズ ファミコンゼミナール』でファミコンゲーマーという用語が使われており、50本以上のゲームソフトを持っている人を「真のファミコンゲーマー」とする話があった。またファミコン名人を主人公とした『ファミコンランナー高橋名人物語』のような漫画も登場した。

#### 対戦型格闘ゲームから恋愛シミュレーションブームにおけるゲーマー（1990年代）
1990年代前半の『ストリートファイターII』から始まる対戦型格闘ゲームの全盛期に、格闘ゲームばかり遊ぶ格闘ゲーマーが出現した。格闘ゲームはキャラクター性において突出しており、ファンやコスプレイヤーのようなサブカルチャーと融合した。
一方、1994年には『ときめきメモリアル』から始まる恋愛シミュレーションゲームのブームも起きた。1996年にはブロッコリーがゲーマーを冠するキャラクターショップ「ゲーマーズ」を開設した。
漫画では例えば『週刊少年ジャンプ』の漫画『こちら葛飾区亀有公園前派出所』に格闘ゲームから恋愛シミュレーションブームへの流れをネタにした「格闘ゲーマー警官登場!!の巻」が登場している。

#### オンラインゲームブームにおけるゲーマー（2000年代前後）
1990年代末〜2000年代初頭より『ウルティマオンライン』、『ファンタシースターオンライン』を初めとするオンライン・ネットワークゲーム（ネトゲ）が登場した。オンラインゲーム依存症（ネトゲ中毒）のゲーマーであるネトゲ廃人も登場した。
リアルマネートレーディング (RMT) のような「プレイ時間や地道な作業の蓄積がゲームの中で大きな価値を生む」という性格のネットワークゲームも登場し、ゲーム内のアイテムが現金で販売されるようになった。趣味ではなくリアルマネートレーディングによって収入を得るためにゲームをプレイするという職業ゲーマーも登場した。

#### eスポーツブームおよびバトロワブームにおけるゲーマー（2010年代）
2010年代にはeスポーツ（エレクトロニック・スポーツ）が盛り上がり、プロゲーマーが活躍するようになっていった。2014年にはTokyo MXにeスポーツ番組のeスポーツMaXが登場し、2016年にはフジテレビONEでもeスポーツ番組の『いいすぽ!』が登場して2018年に地上波でレギュラー化された。団体では2015年に日本eスポーツ学生連盟と日本eスポーツ協会が設立され、2019年には日本esports促進協会も登場した。
また2010年代後半には『PUBG』や『荒野行動』などのバトルロイヤルゲームが流行した。特に荒野行動は女性の間でもブームが起きており、荒野行動の女性ゲーマーは荒野女子と呼ばれるようになっていた。BSフジでは『荒野行動女子部〜初代女子戦隊終結〜』を放送していた。
eスポーツなどの流行によってゲーマー向けのハイエンド機器やサービスが多数登場した（#ゲーマー向け商品・サービス）。

## 分類

### スタイル
ハードコアゲーマー
ハードコアゲーマーは世界においてよく使われる用語で世界と日本の文化圏における違いから扱いが特異的であり、コアゲーマーとヘビーゲーマーを包含している場合がある。ハードコアゲーマーはしばしばカジュアルゲーマーの対義語として用いられるものの、コアゲーマー・ヘビーゲーマー・ライトゲーマー・ミドルゲーマーの分析とは異なる。
カジュアルゲーマー
カジュアルゲーマーは世界においてよく使われる用語で世界と日本の文化圏における違いから扱いが特異的であり、ライトゲーマーとミドルゲーマーを包含している場合がある。カジュアルゲーマーはしばしばハードコアゲーマーの対義語として用いられるものの、コアゲーマー・ヘビーゲーマー・ライトゲーマー・ミドルゲーマーの分析とは異なる。
コアゲーマー
閉鎖的な程度に付き合う。一人当たりの消費数値は大きいものの、多数派ではなく少数派による偏った消費がゲーム業界全体に悪影響を与えた場合がある。特定のゲームに詳しく、ゲームの様々な関連情報に興味を示す。和田洋一はしばしばコアゲーマーについて発言している。知情意ではなく合理主義的な価値観や自我を重視する傾向がある。
ヘビーゲーマー
時間や費用を投入する程度に付き合う。高得点を得たり、あるいは対戦格闘ゲームで相互に腕を試し合ったりしており、中毒のように四六時中没頭する。マニアに近い。知情意における意を重視する傾向がある。
ライトゲーマー
娯楽として付き合う。広告のイメージや雑誌掲載記事のゲーム画像などに興味を持って購入する。知情意における知を重視する傾向がある。
ミドルゲーマー
趣味として付き合う。ゲームは好きである。知情意における情を重視する傾向がある。

### ジャンル
ウォーゲーマー・RPゲーマー・アクションゲーマー・パズルゲーマー・音ゲーマー・格ゲーマー・ギャルゲーマー・エロゲーマー・シューティングゲーマー（シューター）
各ジャンルを遊ぶゲーマー。
ボードゲーマー
ボードゲームを遊ぶゲーマー。
カードゲーマー
カードゲームを遊ぶゲーマー。
アーケードゲーマー
アーケードゲームを遊ぶゲーマー。
テレビゲーマー / コンソールゲーマー
コンソールゲームを遊ぶゲーマー。
パソコンゲーマー
パソコンゲームを遊ぶゲーマー。
ネットワークゲーマー
ネットワークゲームを遊ぶゲーマー。
ストーリー重視派
ストーリーが確立すると遊ぶゲーマー。
システム重視派
システムが確立すると遊ぶゲーマー。
自由主義派
自由に進行すると遊ぶゲーマー。
ヌルゲーマー
難易度の低い（言い替えれば温い）ゲームを買うゲーマー。
積みゲーマー
ゲームソフトは買うものの、積み上げてしまうゲーマー。
バカゲーマー・クソゲーマー（クソゲーハンター）
バカゲー・クソゲーを遊ぶゲーマー。
収集家・コレクター
コレクションによりゲームを買うゲーマー。アーケードゲームの基板コレクター、コンソールゲームのレアものコレクターなどがある。
チーター
チートを使用するゲーマー。
プレイヤーキラー
ネットワークゲームなどでプレイヤーキャラクターを攻撃するゲーマー。
タダゲーマー・フリーゲーマー
ネットワークゲームなどでフリーゲームを遊ぶゲーマー。
RMTer
ネットワークゲームなどでリアルマネートレーディングにより金銭を得るゲーマー。
ホワイトゲーマー
ライトゲーマーよりも遊ぶ動機がないゲーマー。
ニュービー
ニュービーは世界においてよく使われる用語でホワイトゲーマーよりも遊ぶ動機がないゲーマー。
ゲイマー
ゲイマーは世界においてよく使われる用語でゲイのゲーマー。
アマチュアゲーマー
アマチュアゲーマーは世界においてよく使われる用語でアマチュアのゲーマー。
プロフェッショナルゲーマー（プロゲーマー）
プロフェッショナルゲーマーは世界においてよく使われる用語でプロフェッショナルのゲーマー。
張り付き型ゲーマー
コアゲーマーと扱われるものの、年間数本程度しかゲームソフトを買わないゲーマーも含まれ、この系統ではライトゲーマーに近くなる。
やり込み型ゲーマー
ヘビーゲーマーと扱われるものの、高難易度に耐えられるゲーマーも含まれ、この系統ではコアゲーマーに近くなる。
雑食型ゲーマー
手を広げるゲーマー。積読（書籍は買うものの、積み上げてしまう読者）ないし積みゲーマー（ゲームソフトは買うものの、積み上げてしまうゲーマー）になり易い。

### バートル
アチーバー
個人で遊ぶゲーマー。
エクスプローラー
登場人物と関わり合うゲーマー。
ソーシャライザー
協力し合うゲーマー。
キラー
闘争に挑むゲーマー。

## 役割
PlayStation 3とXbox 360はハードコアゲーマー向けゲームソフトが中心であり、安定しているのに対し、Wiiはカジュアルゲーマー向けゲームソフトが中心であり、極端に売れるか売れないかの様相を呈している。
ゲームハードにおけるハードコアゲーマー向けゲームソフトは目立つものの、これらとゲーマー活動で「少数派の熟練者が市場の主流と誤認されることにより消費者と開発者の双方が役割を掴み損ねる」ことが少なくない。市場が衰退してしまった顕著な例としては、アーケードゲーム市場の花形だった対戦型格闘ゲームなどがある。この熟練者と中級者以下の温度差によりハードコアゲーマー重視の市場における形成とゲーム離れを招いた。
これらは把握し難く、経営上重要となる開発者はできるだけ正確なデータを用いている。クラブニンテンドーなどである。
ファイナルファンタジーシリーズにおいてもゲーマーが分化しており、一部のゲームソフトでは顕著になっている。例として『ファイナルファンタジーV』はコアゲーマー向け、『ファイナルファンタジーXI』はヘビーゲーマー向け、『ファイナルファンタジーIX』はライトゲーマー向け、『ファイナルファンタジーXIII』はミドルゲーマー向けなどが挙げられる。
ゲームで遊んだ経験を持つアメリカ人は49％であり、アメリカ人の10人に1人が自称ゲーマーである。

### 年齢層と比率
2013年の日本におけるゲーマー活動は変遷しており、男性は15〜19歳が最も多く、全体の7.8%、次いで10〜14歳が全体の7.6%を占める。女性は3〜9歳が最も多く、全体の6.8%、次いで10〜14歳が全体の5.6%を占める。40〜49歳までの各世代は構成比がそれぞれ6%、3%を超えて活動的であるものの、50〜59歳以上では急速に低下する。
| 女性 | 年齢層   | 男性 |       | 女性     | 年齢層   | 男性 |
| ---- | -------- | ---- | ----- | -------- | -------- | ---- |
| 6.8% | 3〜9歳   | 7.3% |       | 3.2%     | 35〜39歳 | 7.1% |
| 5.6% | 10〜14歳 | 7.6% | 5.1%  | 40〜49歳 | 7.4%     |      |
| 4.7% | 15〜19歳 | 7.8% | 1.6%  | 50〜59歳 | 1.9%     |      |
| 3.4% | 20〜24歳 | 7.2% | 1.3%  | 60〜69歳 | 0.9%     |      |
| 4.2% | 25〜29歳 | 6.1% | 0.2%  | 70〜79歳 | 0.3%     |      |
| 3.8% | 30〜34歳 | 6.4% | 40.1% | 全体     | 59.9%    |      |

## ゲーマー向け商品・サービス

### ゲーマー向け家具
ゲーマー向けの家具はニトリやバウヒュッテ（ビーズのブランド）によって多数展開されており、メーカーによればコロナ禍で需要が拡大したとされる。

#### ゲーミングデスク
ゲーミングデスクは机型からちゃぶ台型まで様々なものが存在する。ゲーマーに特化した機能性ではグラツキを抑えたものが登場している。
またゲーミングこたつなども登場している。

### オンラインゲーマー向け回線
オンラインゲームやeスポーツが流行するにつれインターネット回線のレイテンシが重要となり、ゲーマー向けの低遅延回線が登場した。NTTぷららとゲームエイジ総研の共同調査によれば低遅延回線のゲーマー需要は350万人に及ぶとされる。
また家庭用ルーターでもゲームパケットを優先して転送するゲーミングルーターが登場している。

### ゲーマー向け住宅
インターネット回線や防音を強化したゲーマー向け賃貸住宅も登場している。
またインターネット回線を重視しつつも交流も重視したゲーマー向けシェアハウスも登場している。